# Университет Лион-3

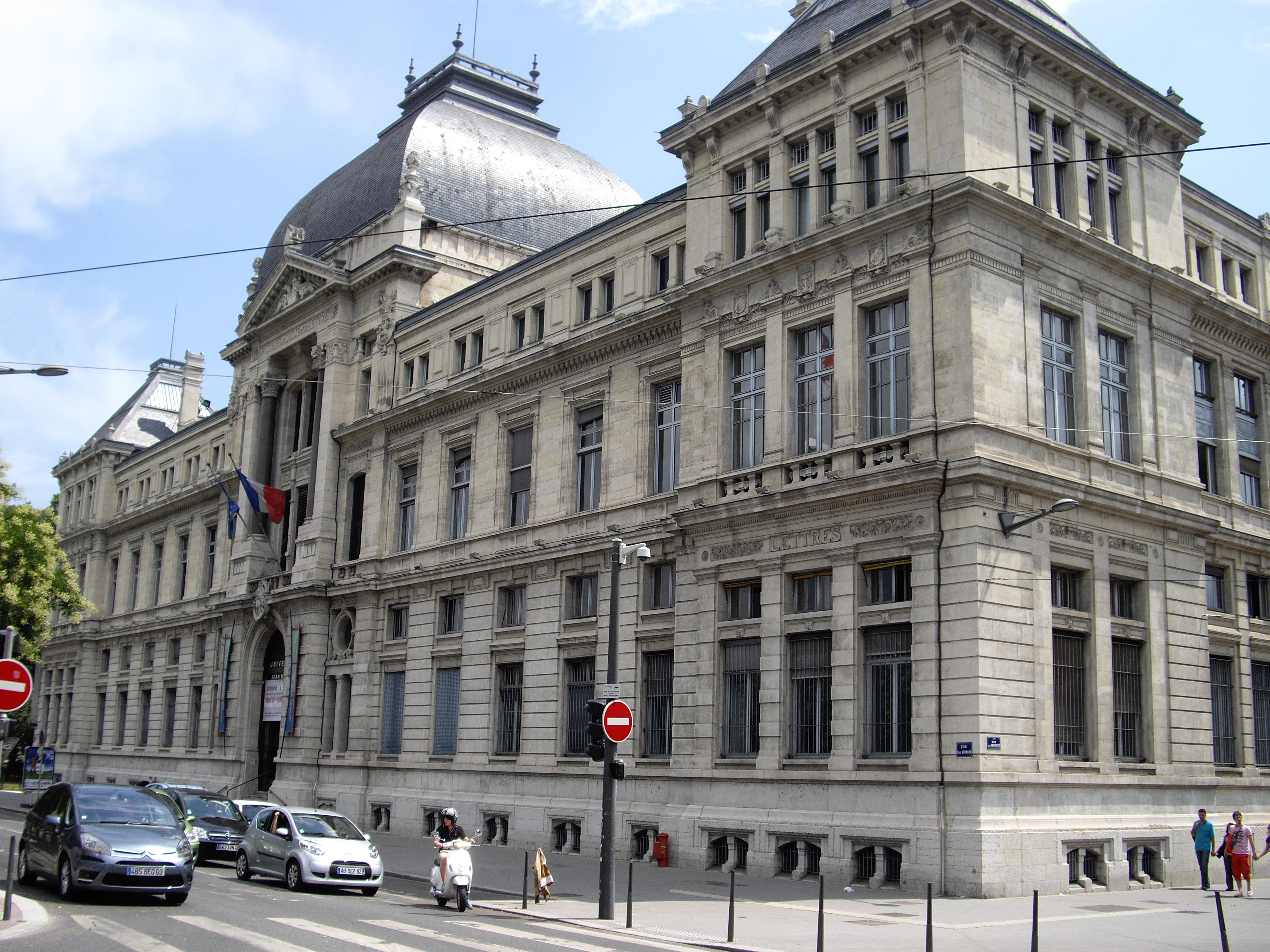
Главное здание Университета им. Жана Мулена на набережной Роны.

Университет Лион-3 имени Жана Мулена (фр. Université Jean Moulin Lyon 3) — французский университет, расположенный в городе Лионe и являющийся частью Лионской Академии. Университет был отделён от Университета Лион-2 26 июля 1973 года, как результат реформ, начавшихся в мае 1968 года и является одним из четырёх университетов города. Первым ректором стал профессор Анри Ролан (фр. Henri Roland). Университет назван в честь одного из героев французского Сопротивления Жана Мулена (фр. Jean Moulin).
С 18 июня 2024 президентом университета является Жиль Бонне, профессор современной французской литературы. Он был переизбран президентом университета на четырёхлетний срок 7 января 2025 года.

## История
Университет Лион-3 был основан в начале 1970-х годов (26 июля 1973 года) в рамках реорганизации высшего образования после событий мая 1968 года, потрясших академический мир Франции. В 1969 году старый университет Лиона был сначала разделен на университет, посвященный медицине и естественным наукам (Университет Лион-1 имени Клода Бернара), и ещё один, объединивший все остальные факультеты, который вскоре был разделен между тем, что стало Университетом Люмьер Лион-2, университетом социальных наук и искусств, в основном расположенным в пригородном кампусе, и Университетом Лион-3, в центре города, сосредоточенным вокруг факультетов права и философии и школы менеджмента. Новый университет был назван в честь Жана Мулена, лидера военного сопротивления, который был взят в плен в Лионе.
С 1980 по 2000 год университет оказался в центре ряда скандалов, связанных с попустительством деятельности антисемитов и отрицателей Холокоста (в частности, Бернара Нотена и Жана Плантена). В ноябре 2001 года министр образования от Социалистической партии Жак Ланг создал комиссию под руководством профессора Анри Руссо для расследования проблем. В отчёте комиссии было признано, что в университете действовала группа ультраправых, а руководство не приняло должных мер.

## Организация
Университет делится на пять факультетов, на которых обучаются в общей сложности более 20 тысяч студентов:
- Факультет права
- Школа менеджмента при университете
- Факультет филологий и цивилизаций
- Факультет языков
- Факультет философии

## Известные выпускники
- Доминик Пербен (фр. Dominique Perben), политик, в 2005—2007 — министр транспорта в правительстве де Вильпена.
- Анн Идальго, французский политик.